# Coronation Park
Der Coronation Park ist ein multifunktionales Stadion im ghanaischen Sunyani, das meistens für Fußballspiele der Heimvereine Bofoakwa Tano FC, Bechem Chelsea und Brong Ahafo United genutzt wird. Die Kapazität beträgt 5000 Plätze.